# Stephanie Vanden Borre
Stephanie Vanden Borre (14 september 1997) is een Belgisch hockeyster.

## Levensloop
De verdedigster en strafcornerspecialist was achtereenvolgens actief bij La Gantoise en Braxgata.
In januari 2014 debuteerde ze voor de Belgische nationale hockeyploeg tijdens een serie oefeninterlands tegen het Zuid-Afrikaanse team. Met het Belgische team behaalde Vanden Borre zilver op het Europees kampioenschap in 2017 en brons in 2021.

## Palmares

### Internationale erelijst
- Europees kampioenschap 2017
- Europees kampioenschap 2021